# Mis íntimas razones
Mis íntimas razones es el título del 11°. álbum musical grabado por la cantante y actriz mexicana Lucía Méndez. Fue lanzado al mercado bajo la compañía discográfica RCA Records en 1988 y es el último álbum para dicha empresa.
Con este álbum coloca las baladas románticas Un alma en pena y Morir un poco, ambos temas musicales de la telenovela mexicana de la cadena Televisa, El extraño retorno de Diana Salazar (1988-1989), bajo la producción de Carlos Téllez. Fue protagonizada por la propia Lucía Méndez y el actor argentino Jorge Martínez, junto con Alma Muriel, Alejandro Camacho, Carlos Cámara y Patricia Reyes Spíndola.

## Lista de canciones
1. Un alma en pena (Juan Gabriel)
2. Te me vuelves soledad (Fernando Riba-Kiko Campos)
3. Aventurero (Massias)
4. Llegaré (Fernando Riba-Kiko Campos)
5. Mis íntimas razones (Fernando Riba-Kiko Campos)
6. Rueda el amor (Héctor Meneses)
7. Cuatro semanas (Carlos Gaviola)
8. Rota de amor (Fernando Riba-Kiko Campos)
9. Mal enamorada (Fernando Riba-Kiko Campos)
10. Morir un poco (Fernando Riba-Kiko Campos)
11. Mala jugada (Fernando Riba-Kiko Campos)

Arreglos y dirección musical:
1. Ryan Ulyate,Juan Gabriel,Joe Cueto

2,4. Eugenio Toussaint

5,6. Alberto Núñez Palacio

3,7. Gerardo Flores
Cosas de la vida...
8,9,10,11. Kiko Campos

## Créditos y personal
- Grabado y mezclado por: Bill Smith
- Estudios: Take One, Clear Lake, Studio Sound Recorders
- Grabación adicional de voz: Sam
- Estudios: Pacifique Studio

Banda 1.
- Grabado y mezclado por: Ryan Ulyate
- Asistente: Robert Hernández
- Estudios: Albert's Home Studio El Paso, Texas
- American Recording Studio Woodland Hills, California

## Músicos
- Tom Walsh: Batería
- Steve Marston: Programación de Bajo
- Dan Higgins, Kim Hutchcroft: Sax
- Gary Grant, Larry Hall: Trompeta
- Hermanas Salinas: Coros
- Stacey Robinson Ulyate: Efectos de sonido.
- Ryan Ulyate: Sintetizadores

- Fotografía: Mega/Ruddie Lizzard

- Datos: Q6018374